# Ricardo Bescansa Martínez

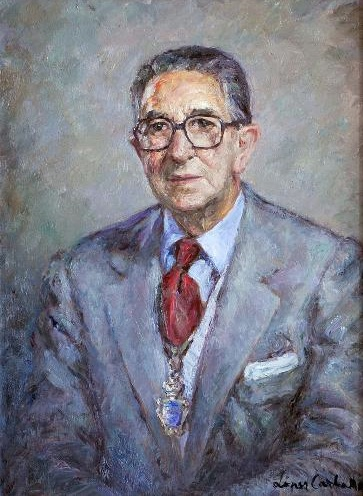

Ricardo Bescansa Martínez (Santiago de Compostela, 12 de marzo de 1912-1986) Empresario gallego, hijo de Ricardo Bescansa Castilla y tío de Carolina Bescansa.

## Biografía
Ricardo Bescansa se licenció en Farmacia en la Universidad de Santiago de Compostela.
En un viaje a Lisboa, descubrió la televisión, y desde 1955 empezó a hacer pruebas con antenas. En 1958 creó con Amador Beiras la empresa Televés y comenzó a vender aparatos de recepción de señal.
Fue presidente de la Real Sociedad Económica de Amigos del País de Santiago, de 1981 a 1986.